# Gynacantha bartai
Gynacantha bartai är en trollsländeart som beskrevs av Paulson och Von Ellenrieder 2005. Gynacantha bartai ingår i släktet Gynacantha och familjen mosaiktrollsländor. Inga underarter finns listade i Catalogue of Life.